# Hainburg
Hainburg ist eine Gemeinde im Landkreis Offenbach in Hessen in Deutschland.

## Geographie
Hainburg ist eine von 13 Städten und Gemeinden im Landkreis Offenbach. Sie liegt am Rande des Rhein-Main-Gebietes am Ufer des Main, östlich von Frankfurt am Main. Im Norden findet sich die Stadt Hanau (Main-Kinzig-Kreis). Das Gemeindegebiet erstreckt sich über knapp 16 km² und liegt im südlichen Teil Hessens und grenzt im Osten an das Bundesland Bayern.
Hainburg besteht aus den beiden Ortsteilen
- Hainstadt und
- Klein-Krotzenburg, wobei in Klein-Krotzenburg etwa 2.000 Einwohner weniger leben als in Hainstadt.

Hainburg grenzt im Norden an die Stadt Hanau und die Gemeinde Großkrotzenburg (beide Main-Kinzig-Kreis), im Osten (auf der anderen Mainseite) an die Gemeinden Kahl und Karlstein (beide Landkreis Aschaffenburg), im Süden an die Stadt Seligenstadt sowie im Westen an die Städte Rodgau und Obertshausen.

## Geschichte
Gemeindebildung
Die Gemeinde Hainburg entstand am 1. Januar 1977 im Zuge der Gebietsreform in Hessen durch Zusammenschluss der bis dahin selbstständigen Gemeinden Hainstadt und Klein-Krotzenburg per Landesgesetz. Der Gemeindename ist eine Wortschöpfung aus den Namen der beiden früheren Gemeinden.

## Politik

### Bürgermeister
Nach der hessischen Kommunalverfassung wird der Bürgermeister für eine sechsjährige Amtszeit gewählt, seit dem Jahr 1993 in einer Direktwahl, und ist Vorsitzender des Gemeindevorstands, dem in der Gemeinde Hainburg neben dem Bürgermeister hauptamtlich ein Erster Beigeordneter und ehrenamtlich fünf weitere Beigeordnete angehören. Bürgermeister ist seit dem 4. November 2024 Christian Spahn (CDU), der seit 2017 als hauptamtlicher Erster Beigeordneter dem Gemeindevorstand angehörte. Amtsvorgänger Alexander Böhn (CDU) wechselte in seiner zweiten Amtszeit am 17. Juni 2024 als hauptamtlicher Kreisbeigeordneter zum Landkreis Offenbach. Als Vakanzvertreter leitete Erster Beigeordneter Christian Spahn (CDU) die Gemeindeverwaltung kommissarisch und die Wahl eines neuen Bürgermeisters musste vorgezogen werden, zu der er selbst auch kandidierte. Christian Spahn wurde am 8. September 2024 im ersten Wahlgang bei 48,0 Prozent Wahlbeteiligung mit 78,5 Prozent der Stimmen gewählt.
Amtszeiten der Bürgermeister
- 2024–2030 Christian Spahn (CDU)[4]
- 2017–2024 Alexander Böhn (CDU)[5]
- 1993–2017 Bernhard Bessel (CDU)
- 1977–1993 Herbert Wemelka (CDU)

### Gemeindevertretung
Die Kommunalwahl am 14. März 2021 lieferte folgendes Ergebnis, in Vergleich gesetzt zu früheren Kommunalwahlen:
| Sitzverteilung in der Gemeindevertretung 2021Insgesamt 37 Sitze - SPD: 6 - Grüne: 7 - CDU: 20 - BFH: 4 | Parteien und Wählergemeinschaften | Parteien und Wählergemeinschaften       | % 2021 | Sitze 2021 | % 2016 | Sitze 2016 | % 2011 | Sitze 2011 | % 2006 | Sitze 2006 | % 2001 | Sitze 2001 |
| Sitzverteilung in der Gemeindevertretung 2021Insgesamt 37 Sitze - SPD: 6 - Grüne: 7 - CDU: 20 - BFH: 4 | CDU                               | Christlich Demokratische Union          | 54,2   | 20         | 51,2   | 19         | 51,2   | 19         | 54,5   | 20         | 58,7   | 22         |
| Sitzverteilung in der Gemeindevertretung 2021Insgesamt 37 Sitze - SPD: 6 - Grüne: 7 - CDU: 20 - BFH: 4 | SPD                               | Sozialdemokratische Partei Deutschlands | 15,2   | 6          | 22,3   | 8          | 22,9   | 8          | 26,8   | 10         | 25,1   | 9          |
| Sitzverteilung in der Gemeindevertretung 2021Insgesamt 37 Sitze - SPD: 6 - Grüne: 7 - CDU: 20 - BFH: 4 | GRÜNE                             | Bündnis 90/Die Grünen                   | 18,6   | 7          | 13,3   | 5          | 16,2   | 6          | 7,8    | 3          | 6,7    | 2          |
| Sitzverteilung in der Gemeindevertretung 2021Insgesamt 37 Sitze - SPD: 6 - Grüne: 7 - CDU: 20 - BFH: 4 | BFH                               | Bürger für Hainburg                     | 12,1   | 4          | 13,3   | 5          | 7,8    | 3          | 6,7    | 2          | 5,0    | 2          |
| Sitzverteilung in der Gemeindevertretung 2021Insgesamt 37 Sitze - SPD: 6 - Grüne: 7 - CDU: 20 - BFH: 4 | FDP                               | Freie Demokratische Partei              | —      | —          | —      | —          | 2,0    | 1          | 4,3    | 2          | 4,5    | 2          |
| Sitzverteilung in der Gemeindevertretung 2021Insgesamt 37 Sitze - SPD: 6 - Grüne: 7 - CDU: 20 - BFH: 4 | Gesamt                            | Gesamt                                  | 100 %  | 37         | 100 %  | 37         | 100 %  | 37         | 100 %  | 37         | 100 %  | 37         |
| Sitzverteilung in der Gemeindevertretung 2021Insgesamt 37 Sitze - SPD: 6 - Grüne: 7 - CDU: 20 - BFH: 4 | Wahlbeteiligung                   | Wahlbeteiligung                         | 54,8 % | 54,8 %     | 50,0 % | 50,0 %     | 47,0 % | 47,0 %     | 51,4 % | 51,4 %     | 56,8 % | 56,8 %     |

### Gemeindepartnerschaften
- Vernouillet in Frankreich, begründet mit Hainstadt
- Alberndorf im Pulkautal in Österreich, begründet mit Hainstadt
- Retz in Österreich, begründet mit Klein-Krotzenburg
- Trumau (Hainstadt) in Österreich, begründet mit Hainstadt[12]

Patenschaft
- 1975 übernahm die Gemeinde die Patenschaft für die vertriebenen Sudetendeutschen aus den tschechischen Gemeinden Peterswald und Nollendorf im Kreis Aussig.

## Verkehr und Infrastruktur

### Verkehr

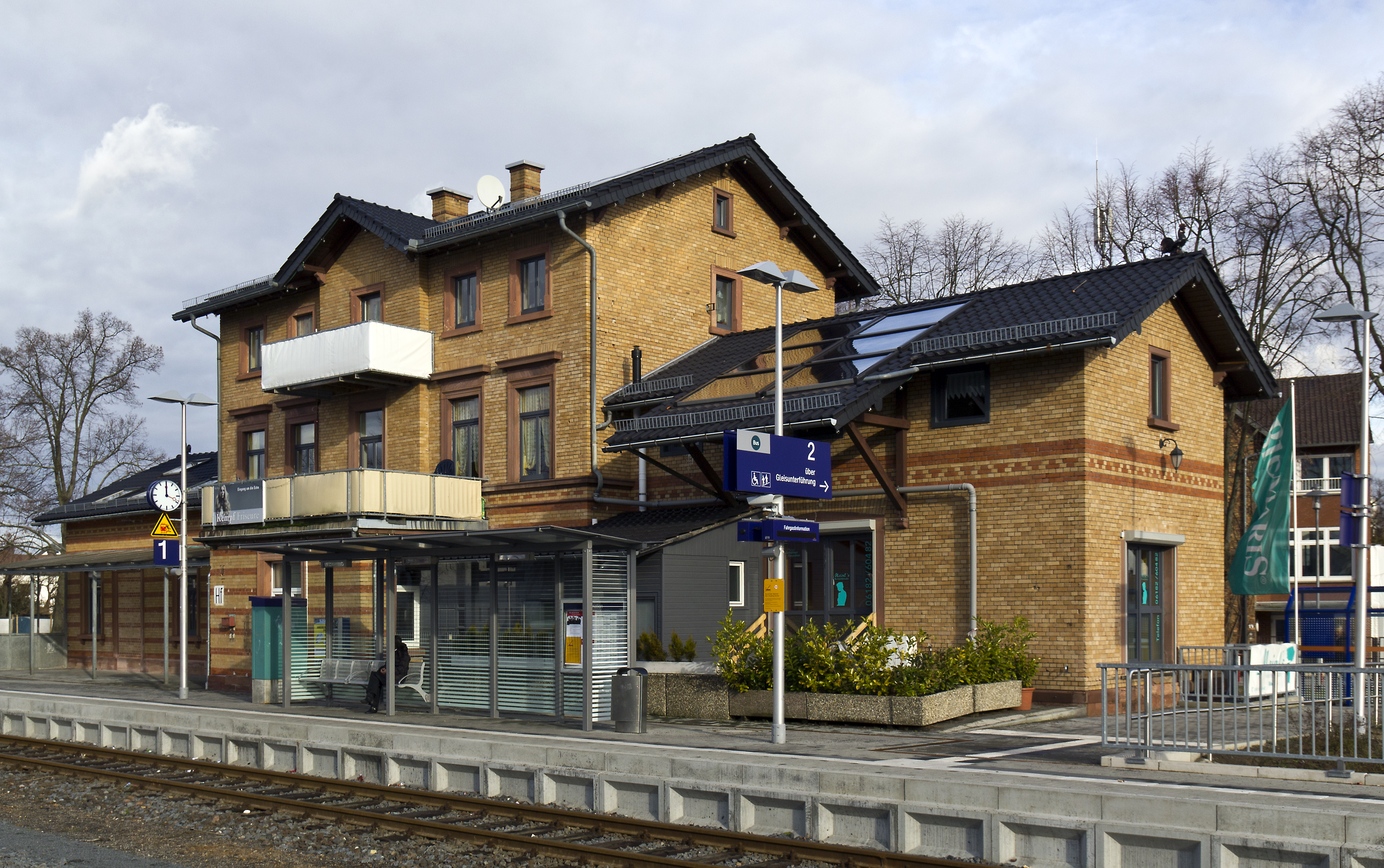
Bahnhof Hainstadt

Der Bahnhof Hainstadt liegt an der Odenwaldbahn, die die Gemeinde mit Hanau und Frankfurt, sowie Groß-Umstadt, Wiebelsbach und Erbach im Odenwald verbindet.
Nach Westen führt die Offenbacher Landstraße / L 3416 zur B 45 und A 3, nach Norden geht es über die L 3065 Richtung Hanau, sowie Offenbach am Main und in südlicher Richtung nach Seligenstadt.
Nach Stilllegung der Mainfähre zwischen Klein-Krotzenburg und Großkrotzenburg im Jahre 1999 verbleibt als einzige Verbindung über den Main der Fußgängersteg über die Staustufe Krotzenburg.

### Naturschutz

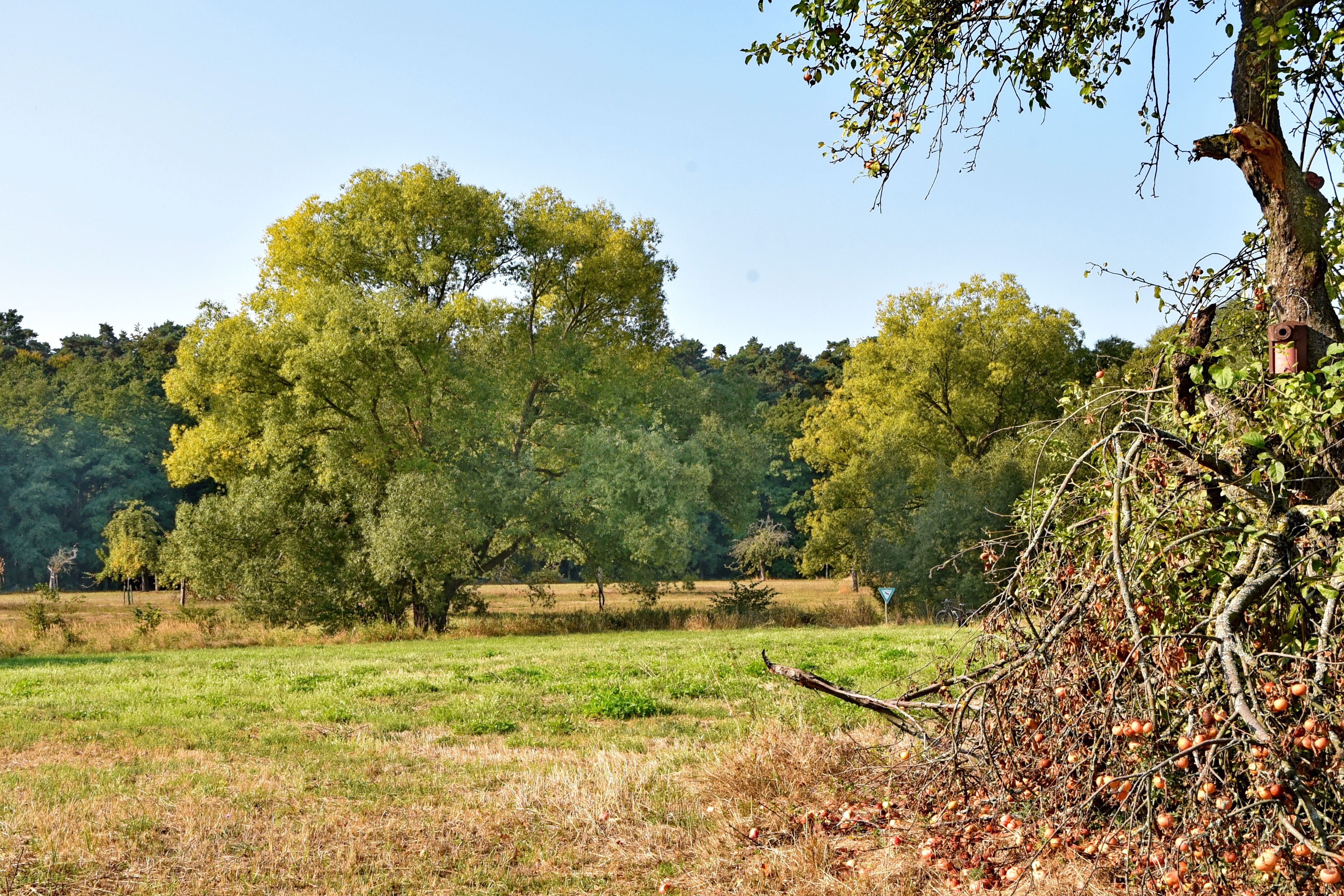
NSG Im Woog von Hainstadt

Das Naturschutzgebiet Im Woog von Hainstadt (NSG-Kennung 1438019) liegt im Nordwesten von Hainstadt. Im Westen grenzt es an den Wildpark Alte Fasanerie an und umfasst einen rund 14 Hektar großen Waldbestand.
Der Woog von Hainstadt besteht aus Feuchtgrünland, Röhricht, Magerwiesen, Streuobstbeständen, Brachflächen und Laubwald bietet ein Nahrungsbiotop für Greifvögel: Mäusebussard, Habicht, Turmfalke, Schwarzmilan und Rotmilan, sowie auch für Steinkauz, Waldohreule und Waldkauz. Leider konnten jahrelang im NSG festgestellte Bruten von Steinkauz, Wendehals und Neuntöter in letzter Zeit nicht mehr bestätigt werden. Der Pirol ist immer noch regelmäßiger Brutvogel.
Zweck der Unterschutzstellung ist es, einen besonders arten- und strukturreichen Teil eines ehemaligen Mainarmes mit kleinräumigem Nebeneinander von Feuchtgrünland, Laubwald, Streuobstwiesen und Brachflächen als Lebensraum zahlreicher gefährdeter Tier- und Pflanzenarten im Naturraum Östliche Untermainebene zu erhalten und zu sichern.

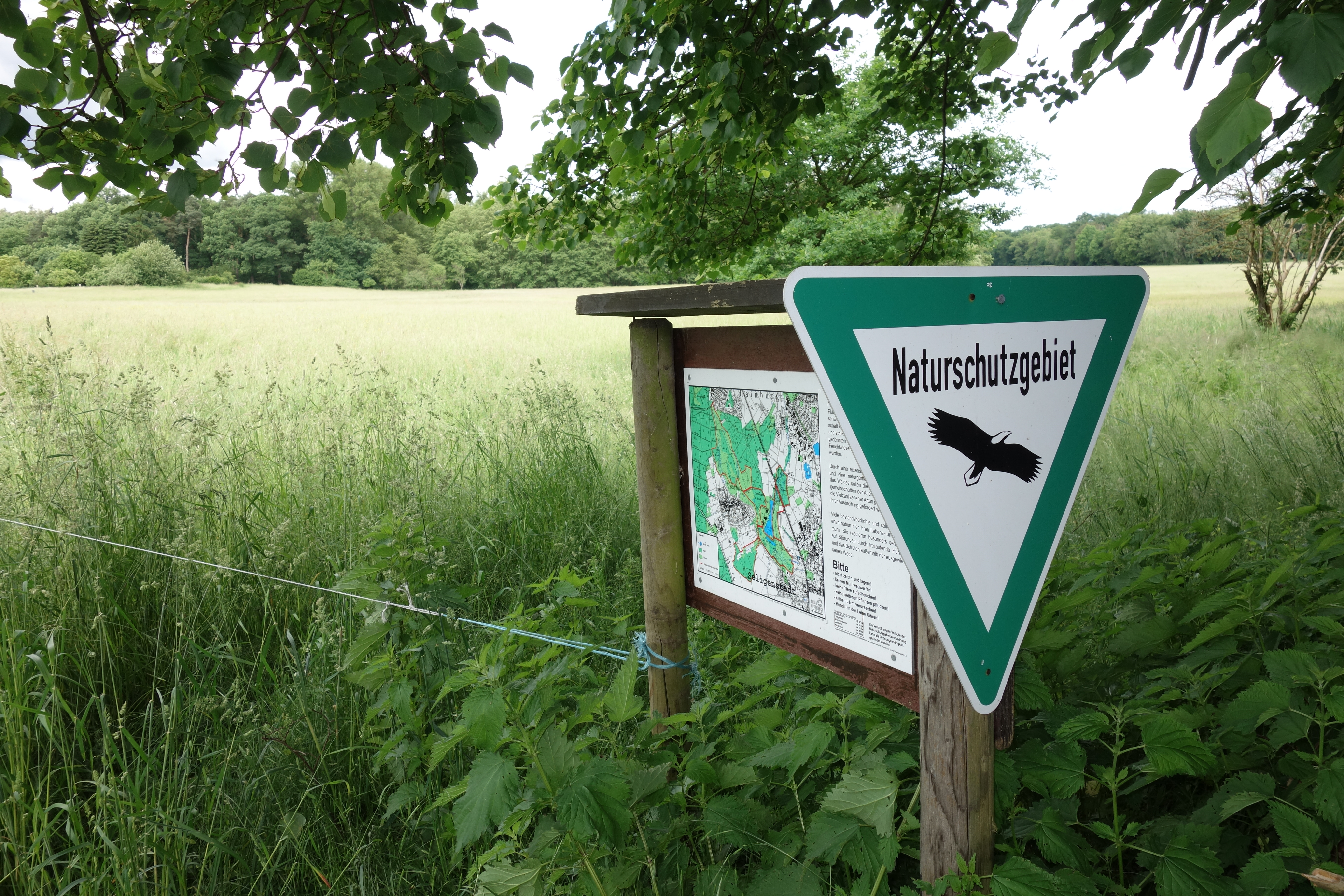
NSG Langhorst von Hainburg und Seligenstadt

Das Naturschutzgebiet Langhorst von Hainburg und Seligenstadt (NSG-Kennung 1438025) liegt zwischen dem Hainburger Ortsteil Hainstadt und dem Seligenstädter Stadtteil Froschhausen.
Es umfasst einen rund 82,27 Hektar großen Waldbestand, welcher sich im Stadtgebiet von Seligenstadt und Mainhausen befindet. Es besteht aus typischen und besonders reizvollen Landschaftselementen der holozänen Mainaue mit naturnahen, arten- und strukturreichen Laubwäldern sowie ausgedehnten Grünlandzügen mit wertvollen Feuchtwiesen. Sie werden von Werniggraben und Weihersbach durchflossen. Diese Bäche sind landschaftshistorisch gesehen Relikte nacheiszeitlicher Mainarme. Die Wiesen- und Grünlandnutzung ist weitgehend extensiviert worden.
Zweck der Unterschutzstellung ist es, typische und besonders reizvolle Landschaftselemente der holozänen Mainaue mit naturnahen, arten- und strukturreichen Laubwäldern und ausgedehnten Grünlandzügen mit wertvollen Feuchtwiesen zu erhalten und zu entwickeln.

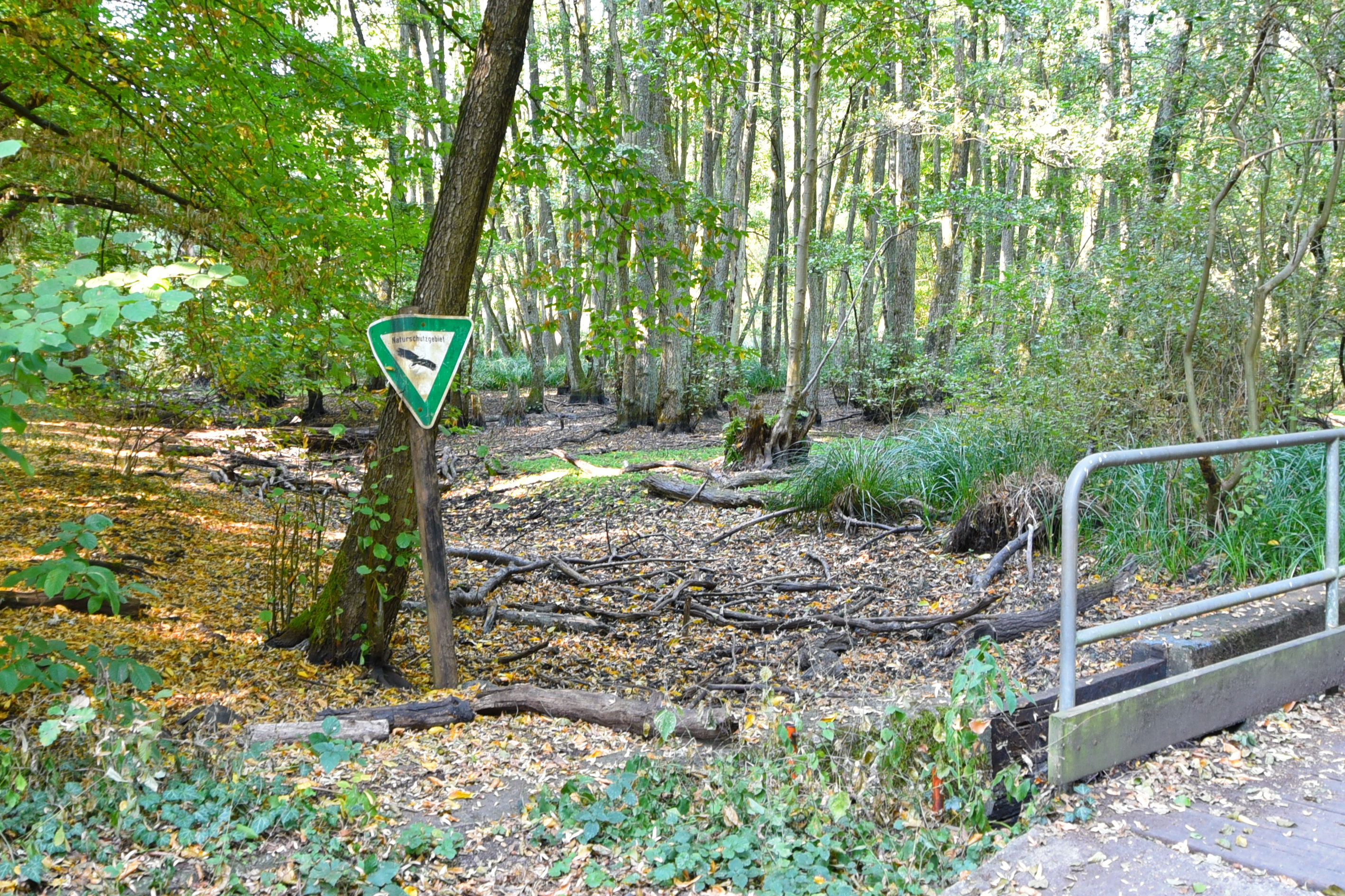
NSG Pechgraben bei Klein-Krotzenburg

Das Naturschutzgebiet Pechgraben bei Klein-Krotzenburg (NSG-Kennung 1438022) liegt zwischen Seligenstadt und Klein-Krotzenburg.
Es umfasst einen rund 34,04 Hektar großen Waldbestand im Stadtgebiet von Seligenstadt. Es setzt sich aus naturnahen Laubwäldern, Feuchtgrünland, Röhrichten und Großseggenrieden zusammen und wird vom namengebenden Pechgraben durchflossen, ein letztes Relikt einer nacheiszeitlichen Flutrinne des Mains.
Zweck der Unterschutzstellung ist es, einen besonders arten- und strukturreichen Teil der holozänen Mainaue mit naturnahen Laubwäldern, wertvollem Feuchtgrünland, Röhrichten und Großseggenriedern als Lebensraum zahlreicher gefährdeter Tier- und Pflanzenarten zu erhalten und zu entwickeln.

## Persönlichkeiten
Söhne und Töchter:
- Friedrich Martini (* vor 1555 in Hainstadt; † 1630 in Freiburg im Breisgau), Rechtswissenschaftler und Hochschullehrer
- Peter-Paul Kranz (* 1884 in Hainstadt; † 1957 in München), Zahnmediziner und Hochschullehrer
- Heinrich Faller (* 1895 in Hainstadt; † 1950 in Mainz), Architekt und Baubeamter
- Josefine Kohl (* 1921 in Hainstadt; † 2012 in Seligenstadt), Leichtathletin
- Ludwig Schwab (* 1921 in Klein-Krotzenburg; † 1987), Politiker (CDU)
- Anne Bärenz (* 1950 in Hainstadt; † 2005 in Frankfurt am Main), Sängerin und Pianistin
- Frank-Tilo Becher (* 1963 in Frankfurt am Main), Politiker (SPD)
- Jessica Schmidt (* 1979 in Hainstadt), Schachspielerin